# Новоград-Волинський округ
Новоград-Волинський округ (Новоград-Волинська округа) — адміністративна одиниця СРСР. Існувала у 1935–1937 роках в складі Київської області УСРР. Центр — місто Новоград-Волинський.

## Історія
Новоград-Волинський округ був створений відповідно до постанов ЦВК СРСР від 1 квітня 1935 року «Про утворення в Українській СРР шістьох округ» і ВУЦВК від 4 травня 1935 року «Про утворення округів на території Київської і Вінницької областей» (затверджена постановою третьої сесії ВУЦВК XIII скликання від 12 лютого 1936 року «Про затвердження постанов, ухвалених Президією ЦВК УСРР у період між VI сесією ЦВК XII скликання і III сесією ЦВК XIII скликання»).
До його складу ввійшли 6 районів:
1. Баранівський район (центр — село Баранівка)
2. Городницький район (центр — містечко Городниця)
3. Мархлевський район (центр — містечко Мархлевськ)
4. Новоград-Волинський район (центр — місто Новоград-Волинський)
5. Пулинський район (центр — село Пулини)
6. Ярунський район (центр — село Ярунь)

У 1935 році Пулинський німецький район був ліквідований «в зв'язку з економічною слабкістю» за постановою Політбюро КП(б)У «Про Мархлевський і Пулинський райони» від 17 вересня 1935 року і за постановою ВУЦВК під аналогічною назвою від 3 жовтня 1935 р. Відповідно до постанови ЦВК СРСР від 17 жовтня 1935 року було ліквідовано Мархлевський район. У 1935 році з частин розформованих Мархлевського і Пулинського районів і частини Новоград-Волинського району утворено Червоноармійський район з адміністративним центром в Червоноармійську (колишні Пулини).
Згідно зі статтею V постанови ЦВК СРСР від 22 вересня 1937 року «Про поділ Харківської області на Харківську і Полтавську, Київської — на Київську і Житомирську, Вінницької — на Вінницьку і Кам'янець-Подільську та Одеської на Одеську і Миколаївську області» округи у Вінницькій і Київській областях (у тому числі Новоград-Волинський) були ліквідовані. Територія округу ввійшла до Житомирської області.

## Керівники округи

### Перші секретарі окружного комітетуКП(б)У
- Абаш Олександр Петрович (1935—1937)

### Голови окружного виконавчого комітету
- Рощенюк Микола Никифорович (1935—1936)
- Межуєв Микола Дмитрович (1936—1937)